# Hulín
Hulín (niem. Hullein) – miasto w Czechach, w kraju zlinskim, w powiecie Kromieryż. Według danych z 31 grudnia 2003 powierzchnia miasta wynosiła 3 214 ha, a liczba jego mieszkańców 7 571 osób.

## Demografia
| Rok             | 1970  | 1980  | 1991  | 2001  | 2003  |
| --------------- | ----- | ----- | ----- | ----- | ----- |
| Liczba ludności | 6 354 | 7 649 | 7 895 | 7 610 | 7 571 |

Źródło: Czeski Urząd Statystyczny